# 유해준밴드
정재욱 "잘가요", 박완규 "천년의 사랑" 등의 작곡가이며,

OST 발라드 음악 "나에게 그대만이", "미치게 그리워서"를 노래한 유해준이 주축이 되어 결성한 보컬밴드.

## 멤버 소개
[Vocal, Guitar : 유해준] 

- 작곡 활동 :

박완규 "천년의 사랑" / 박상민 "무기여 잘있거라", "애원", "지중해" / 클릭비의 "백전무패" 작곡

캔 "천상연", "겨울이야기" / 이현우 "비가와요" / KBS 드라마 겨울연가 주제음악 "처음부터 지금까지" 작곡

- 가수 활동 :

"미치게 그리워서"｜"나에게 그대만이"｜"단 하나의 사랑"｜"내 소중한 사람에게"｜'왜 이렇게 난 니가 보고 싶은지' 등 다수의 노래를 작사, 작곡 및 가창.

## 발표앨범 정보
- 2012: 유해준밴드 Single Part 01 - 타이틀 "이방인".
- 2012: 유해준밴드 Single Part 02 - 타이틀 "달리자 인생아".

## 공연 정보
- 2023년 : 10월 14일 (토) 서울 '구름아래 소극장' 오후6시, 유해준 단독 콘서트 '나에게 그대만이'